# ارود
ارود هي مدينة، تتبع ضاحية إيرود، بلغ عدد سكانها 151٬184 نسمة، في 2001، تبلغ مساحتها 8٫4 كيلومتر مربع، رمزها البريدي هو 638001.

## المناخ
يظهر الجدول التالي التغييرات المناخية على مدار السنة لارود:
| البيانات المناخية لـارود          | البيانات المناخية لـارود | البيانات المناخية لـارود | البيانات المناخية لـارود | البيانات المناخية لـارود | البيانات المناخية لـارود | البيانات المناخية لـارود | البيانات المناخية لـارود | البيانات المناخية لـارود | البيانات المناخية لـارود | البيانات المناخية لـارود | البيانات المناخية لـارود | البيانات المناخية لـارود | البيانات المناخية لـارود |
| الشهر                             | يناير                    | فبراير                   | مارس                     | أبريل                    | مايو                     | يونيو                    | يوليو                    | أغسطس                    | سبتمبر                   | أكتوبر                   | نوفمبر                   | ديسمبر                   | المعدل السنوي            |
| --------------------------------- | ------------------------ | ------------------------ | ------------------------ | ------------------------ | ------------------------ | ------------------------ | ------------------------ | ------------------------ | ------------------------ | ------------------------ | ------------------------ | ------------------------ | ------------------------ |
| متوسط درجة الحرارة الكبرى °م (°ف) | 31.4 (88.5)              | 34.1 (93.4)              | 36.5 (97.7)              | 37.1 (98.8)              | 36.6 (97.9)              | 34.5 (94.1)              | 33 (91)                  | 33.2 (91.8)              | 33.3 (91.9)              | 32.2 (90.0)              | 30.9 (87.6)              | 30.4 (86.7)              | 33.6 (92.5)              |
| متوسط درجة الحرارة الصغرى °م (°ف) | 20.1 (68.2)              | 21.1 (70.0)              | 23.2 (73.8)              | 25.4 (77.7)              | 25.7 (78.3)              | 24.7 (76.5)              | 24 (75)                  | 23.9 (75.0)              | 23.7 (74.7)              | 23.4 (74.1)              | 22.1 (71.8)              | 20.5 (68.9)              | 23.2 (73.7)              |
| الهطول مم (إنش)                   | 9 (0.4)                  | 13 (0.5)                 | 12 (0.5)                 | 47 (1.9)                 | 82 (3.2)                 | 28 (1.1)                 | 50 (2.0)                 | 80 (3.1)                 | 77 (3.0)                 | 171 (6.7)                | 88 (3.5)                 | 43 (1.7)                 | 700 (27.6)               |
| المصدر: Climate-data.org          |                          |                          |                          |                          |                          |                          |                          |                          |                          |                          |                          |                          |                          |

## أعلام
- سرينفاسا أينجار رامانجن
- وارن إل. مكابي